# Re:Zero. Жизнь с нуля в альтернативном мире
«Re:Zero. Жизнь с нуля в альтернативном мире» (яп. Re：ゼロから始める異世界生活 Ри: дзэро кара хадзимэру исэкай сэйкацу) — роман, написанный Таппэем Нагацуки и публикуемый им на сайте Shōsetsuka ni Narō. Адаптирован автором для физического издания в ранобэ, проиллюстрированное Синъитиро Оцукой. Тридцать шесть томов были выпущены издательством Media Factory с 25 января 2014 года под импринтом MF Bunko J. На основе ранобэ было создано несколько манга-адаптаций и официальный кроссовер с KonoSuba. Аниме-адаптация студии White Fox транслировалась с 4 апреля по 25 сентября 2016 года и была высоко оценена как зрительской аудиторией, так и критиками, неоднократно побеждая в рейтингах как один из лучших аниме-сериалов 2016-го года.
В марте 2017 компания 5pb. выпустила визуальный роман под названием «Death or Kiss». Также 6 октября 2018 состоялась премьера первой OVA под названием «Memory Snow».. 8 ноября 2019 состоялась премьера второй OVA «Hyōketsu no Kizuna», которая рассказывает о первой встрече Пака и Эмилии. 9 апреля 2019 года по произведению в виде аниме-сериала был выпущен кроссовер Isekai Quartet. С 1 января по 1 апреля 2020 года на японском телевидении и стриминговой платформе аниме Crunchyroll транслировалась режиссёрская версия первого сезона, в которой присутствовали несколько изменений и доработок.
23 марта 2019 года был официально анонсирован второй сезон аниме-адаптации Re:Zero. Начало его трансляции было перенесено с апреля на июль 2020 года в связи с пандемией COVID-19. Позже стало известно, что второй сезон будет разделён на две части: первая часть будет транслироваться с 8 июля 2020 года, вторая — с 6 января 2021 года.
25 марта 2023 года был анонсирован третий сезон аниме-адаптации.

## Сюжет
Первоначальный веб-роман разделён на сюжетные арки. Действие каждой арки происходит в определённом месте, с первых глав арок, как правило, вводятся новые персонажи. По состоянию на 2023 год веб-роман содержит 8 арок, ранобэ-адаптация охватывает все семь. Для каждой из первых четырёх арок выпускается манга-адаптация, ранобэ экранизируется в аниме-сериал.
В первой арке (1-й том ранобэ, манга Ōto no Ichinichi-hen, 1-3 серии первого сезона аниме, 1-2 серии режиссёрской версии первого сезона) главный герой, анимешник и хикикомори Субару Нацуки, возвращаясь из продуктового магазина, попадает в параллельный фэнтезийный мир. Стараясь вести себя по знакомым ему чертам жанра исекай, он пытается использовать магию и ожидает встречи с призвавшей его красавицей, но всё идёт не совсем по его планам. В этой арке Субару открывает свою способность — возвращаться в прошлое после смерти, знакомится с Эмилией, её духом Паком, лавочником Кадомоном, воровкой Фельт и вырастившим её ломбардщиком Ромом. События арки построены вокруг магического значка участника королевских выборов, украденного у Эмилии, а также борьбы с наёмной убийцей Эльзой, три раза Субару оказывается убит. Победив убийцу при поддержке рыцаря Райнхарда, Субару теряет сознание и оказывается отправлен в поместье опекуна Эмилии — Розвааля L. Мейзерса.
Во второй арке (2-3 тома ранобэ, манга Yashiki no Isshūkan-hen, 4-11 серии первого сезона аниме, 3-6 серии режиссёрской версии первого сезона) Субару больше узнаёт о мире, куда он попал, а также о своих способностях. Он узнаёт о хозяине поместья, библиотекаре Беатрис, горничных Рам и Рем. Последняя относится к нему с подозрением и даже убивает его. По разным причинам Субару умирает четыре раза, но затем строит доверительные отношения с жителями особняка и расположенной рядом деревни Эрлхэм, побеждая охотящихся за ним зверодемонов, управляемых девочкой-магом Мейли. Под конец арки Субару встречается с Ведьмой Сателлой в форме тени, что-то говорящей ему и тянущей к нему руки (эта сцена, как и подобная ей в третьей арке, была пропущена в аниме-адаптации).
Третья арка (4-9 тома ранобэ, манга Truth of Zero, 12-25 серии первого сезона аниме, 7-13 серии режиссёрской версии первого сезона) происходит на более обширном пространстве — в столице, месте действия первой арки, в поместье Розвааля и деревне Эрлхэм, в приграничном городке Флёр, на тракте Лифаус. Субару сталкивается с новым врагом — Культом Ведьмы и одним из его последователей — Архиепископом греха Лени, Петельгейзе Романе-Конти. Объединив армии двух из пяти кандидаток на трон королевства Лугуника — Круш Карстен и Анастасии Хосин, он побеждает одного из Великих зверодемонов — Белого Кита, после чего спасает жителей деревни от нападения Культа и уничтожает Петельгейзе. В этой арке Субару умирает пять раз (в веб-романе — шесть). В конце арки двое других архиепископов, Жадность и Чревоугодие, нападают на один из отрядов объединённой армии, возвращавшийся в столицу после битвы с Китом. Чревоугодие «съедает» память Круш и личность Рем, которая попадает в состояние комы. Субару клянётся найти способ спасти её.
Четвёртая арка (10-15 тома ранобэ, манга Seiiki to Gōyoku no Majo, второй сезон аниме) вновь фокусирует внимание на Эмилии. Большая часть событий происходит в Святилище, отрезанной от мира деревне, где Субару впервые встречается с Ведьмами грехов во главе с Ехидной. Она, а также горничная Розвааля, Фредерика Бауман и её единоутробный брат, Гарфиэль Тинзель, сопровождают главного героя в этой арке. Вновь в качестве врага выступает Эльза, здесь же она и умирает. Прошлое героев раскрывается с помощью испытаний у гробницы Ведьмы Жадности, а также со слов Ехидны, бывшей наставницы Розвааля, создательницы Беатрис и Пака. В четвёртой арке Субару умирает пять раз (в веб-романе — шесть). В этой арке раскрываются истинные намерения Розвааля, стоявшего за нападениями Эльзы и Мейли. Также больше рассказывается о Сателле и остальных Ведьмах грехов.
Пятая арка (16-20 тома ранобэ) посвящена противостоянию шести Архиепископам грехов. События происходят спустя год после четвертой арки в приграничном городе Пристелла, где разворачивается масштабная битва. Группа Субару отправляется в Пристеллу по приглашению Анастасии, не представляя, чем всё обернётся. Приехав на место, они встречаются с другими кандидатками на трон и мирно проводят время, однако Архиепископы неожиданно делают ход, устраивая хаос по всему городу. Поскольку город построен на воде, в один момент его частично затапливает. В этой арке отчасти раскрываются мотивы Культа, а также показывается, что рыцарь Присциллы, Альдебаран, крайне подозрителен. Несмотря на победу над одним из Архиепископов и захватом другого, арка завершается потерями и для союзников Субару.
В шестой арке (21-25 тома ранобэ) события происходят в Сторожевой башне Плеяды, находящейся посреди пустыни, где обитает множество зверодемонов. Неподалёку от башни стоит Храм, в котором запечатана Ведьма Зависти Сателла. Группа Субару отправляется в путешествие, чтобы найти способ спасти Рем и других жертв от беспробудной комы. Появляется новый персонаж — девушка по имени Шаула, страж башни, которую она охраняла на протяжении 400 лет. По мере развития сюжета в башне начинает происходить множество загадочных вещей и сложных испытаний. В конце концов, становится понятно, что происходящее во многом было подстроено Архиепископами Чревоугодия.
Седьмая арка (26-33 тома ранобэ) начинается сразу после шестой. Субару неожиданно попадает в Империю Волакия вместе с проснувшейся Рем и ещё одним спутником, разделившись с Эмилией и остальной группой. Очнувшись на территории чужой страны, Субару узнает, что Рем ничего не помнит и к тому же не доверяет ему. Она уходит от него, но Субару пытается ее догнать. В ходе перепалки их захватывают в плен отряд воинов Волакии. В дальнейшем Субару выясняет, что в стране свергли императора, из-за чего она находится в состоянии гражданской войны. 
Восьмая арка (с 34-38 тома ранобэ) начинается сразу после седьмой. Подробней раскрывает личность свергнутого императора Волакии – Винсента Волакия, в честь которого и названа арка.
Девятая арка (с 39 тома ранобэ)
После Великой Катастрофы и гибели Присциллы Империя Волакия начала восстанавливаться, очистив земли от зомби с помощью Спики и собрав уцелевшие осколки былого могущества. Жители Лугуники, ставшие больше не нужны в Волакии, решили вернуться на родину – каждый со своими целями. Одной из таких целей стало сопровождение Ала к сторожевой башне Плеяд, где он должен был прочитать Книгу Мертвых. Однако вскоре после прибытия Субару оказался в ловушке – его захватил и запечатал Ал. Тем временем Альдебаран, убежденный, что должен предотвратить конец мира любой ценой, даже если это сделает его врагом всего живого, вместе со своими союзниками отправился в Карараги. Их последний шаг – сбросить Субару за Великий водопад, чтобы выполнить свой роковой замысел.

## Терминология

### Места
Королевство Лугуника (яп. ルグニカ王国 Ругуника О:коку) — фэнтезийно-средневековое государство, куда попадает Субару, место событий ранобэ, манги и аниме. Самое восточное государство на местном континенте. В призамковых городах проживают не только люди, но и представители других рас. Сотни лет назад тогдашний король заключил союз с духом-драконом Волканикой, заручившись его поддержкой, которая привела страну к процветанию, поэтому ей дали эпитет Драконье королевство (яп. 親竜王国 Синрю: О:коку). В настоящее время в Лугунике проводятся королевские выборы, а предыдущий монарх и вся его семья умерли от болезни за полгода до начала описываемых событий.
Королевская столица (яп. 王都 О:то) расположена в центре Лугуники. Её население составляет примерно 300 000 человек. Другие крупные города с населением от 200 000 до 300 000 человек расположены вокруг неё в форме шестиугольника.
Деревня Эрлхэм (яп. アーラム村 А:раму Мура) — одна из провинциальных деревень Лугуники с населением около 300 человек. Её название меняется в зависимости от фамилий старост. Неподалёку от неё находится поместье маркграфа Розвааля L. Мейзерса.
Святилище (яп. 聖域 Сэйики) — бедная деревня, находящаяся посреди леса в феодальных владениях Розвааля. Окружена коротким забором со старыми каменными воротами. Население деревни составляют полукровки. Розваль называет деревню «Святилищем», но её жители называют её Гробницей Ведьмы Жадности (яп. 強欲の魔女の墓場 Го:ёку но Мадзё но Хакаба). В деревне находится Барьер, созданный Ехидной и не пропускающий полукровок.
Пристелла (яп. プリステラ Пурисутэра), она же Город водных врат (яп. 水門都市 Суймон Тоси) — один из шести крупнейших городов Лугуники, от Карараги отделён рекой, популярный у путешественников. Посреди города есть озеро, от него идут водостоки, делящие город на четыре части, пронумерованные по часовой стрелке от главных ворот. В этом городе родился купец Хосин, легендарный основатель Карараги.
Святое королевство Густеко (яп. グステコ聖王国 Гусутэко Сэйо:коку) — северная страна, место, источающее магию. В ней распространено сильное социальное неравенство.
Карараги (яп. カララギ) — западная страна. По легенде, основана великим купцом Хосином. Диалект её жителей похож на кансайский.
Империя Волакия (яп. ヴォラキア帝国 Воракиа Тэйкоку) — южная страна. Часто вступает в территориальные споры с Лугуникой.
Гаркла (яп. ガークラ Га:кура) — город-крепость, разрушенный Регулусом Корниасом за 15 лет до описываемых событий.

### Обитатели
Полулюди — полуэльфы, огры, великаны, зверолюди и другие человекоподобные расы. За 50 лет до событий романа полуэльфы, сородичи Ведьмы Зависти, были угнетаемы, затем презрительное отношение постепенно распространилось на всех полулюдей, в результате чего в Лугунике разгорелась гражданская война, продолжавшаяся 10 лет и завершившаяся миром.
Земляной дракон — ездовое и вьючное животное, похожее на огромную ящерицу. Существует множество видов таких драконов. Имеют способность сопротивления воздуху — ветер не влияет на них и на их пассажиров.
Ведьмы грехов — Ведьмы, отображающие один из основных грехов. За 400 лет до событий ранобэ шесть из них, по словам Ехидны, были уничтожены седьмой, Сателлой, которая в свою очередь была запечатана в Дюнах Аугрии.
Культ Ведьмы — группа, поклоняющаяся «Ведьме Зависти». Ни её численность, ни иерархия, ни цели до конца неизвестны. Тем не менее, известно прозвище последователей этой секты, «Архиепископы грехов» (яп. 大罪司教 дайдзайсикё:), а также то, что они обладают некой способностью под названием «Полномочия», которые они получили после принятия «Ведьминских генов». Тем, кто по характеру подходит для секты, посылается «Евангелие», открыв которое они вступают в культ.
Зверодемоны (яп. 魔獣 мадзю:) — агрессивные животные, порождённые Ведьмой. Если отломать их рог, они подчиняются тому, кто это сделал.
Совет старейшин — группа, состоящая из представителей знатных семей королевства, осуществляет выборы монарха.

### Магия
Магия в мире произведения представлена шестью стихиями: огнём, водой, землёй, воздухом, светом и тьмой.
Посмертное возвращение (яп. 死に戻り си-ни модори) — способность Нацуки Субару, возвращение к определённому моменту в прошлом после смерти, при этом память о предшествующих событиях сохраняется только у Субару, помимо чего он не может никому рассказать о своих возможностях из-за побочного действия силы. Если Субару избегает момент, когда должен был умереть, то, вероятнее всего, этот момент становится новым «сейвпоинтом», куда Субару вернётся, если не избежит следующей смерти.
Митии — предметы, которые позволяют обычным людям использовать магию.
Полномочия (яп. 権能 кэнно:) — способности, которые могут использовать обладатели Ведьминского гена. При поражении обладателя гена он переходит к наиболее совместимому с ними человеку.
Божественная Защита — это благословение, которое даруется миром человеку при рождении.

## История создания

### Ранобэ
Редактор ранобэ из MF Bunko J, Икэмото Масахито, впервые узнал о веб-романе в апреле 2013 года, когда она стала появляться в его ленте новостей в Твиттере. Он был впечатлён использованием в романе «возвращения через смерть», описывал его как «гнетущий, но в то же время удивительный; поворот в жанре фентези», и начал работать вместе с Нагацуки над ранобэ-адаптацией. Большинство ранобэ содержат около 250 страниц, но рукопись, предложенная Нагацуки, превышала 1000 страниц для первого тома, поэтому Икэмото основательно отредактировал её. В то время как Нагацуки на ранних стадиях желал заняться проработкой мира, Икэмото подумал, что важнее будет заставить читателей сопереживать персонажам. Он закончил переработку истории тем, что части, сосредоточенные на мире произведения, были вынесены в третью арку.

Первоначальные варианты дизайна Рем и Рам

До работы над Re:Zero иллюстратор Синъитиро Оцука работал над видео-играми, поэтому приступив к работе он начал с рисования фонов. После прочтения веб-романа он предложил Икэмото несколько вариантов дизайна основных персонажей. В первоначальной задумке Субару выглядел как уличный хулиган, Оцука описал его как «подростка с лицом не мальчика». Первый дизайн Эмилии был слишком прост, поэтому были добавлены некоторые детали, чтобы сделать его интереснее. Икэмото решил, что она должна соответствовать шаблону «архетипичной героини». Внешность Рам и Рем тоже претерпела значительные изменения по сравнению с первыми набросками: у них был другой стиль волос, а их униформа горничных была длиннее и более «традиционной».

### Аниме
Возможность создания аниме-адаптации появилась на ранних этапах развития серии. Сё Танака, продюсер из Kadokawa, спросил Икэмото о произведениях, которые могут быть адаптированы, и тот посоветовал Танаке прочитать веб-роман Нагацуки. Несмотря на временное отсутствие ответа, из-за которого Икэмото решила, что Танака не заинтересовался, разговоры об аниме-адаптации начались вскоре после передачи романа в печать.
В ходе этих переговоров Икэмото и Танака обратились к Цунаки Ёсикаве, продюсеру студии White Fox, касательно возможности привлечения его студии к работе над адаптацией. Надеясь на адаптацию романа в духе Steins;Gate (который также был создан White Fox) и имея положительное впечатление от студии как от той, что делала подающие надежды адаптации, Танака официально предложил им работу над аниме. Глава White Fox посоветовался с Ёсикавой, который порекомендовал согласиться, пока произведение «не нарушает никаких ограничений для телетрансляции».
Работа над аниме началась после выпуска пятого тома ранобэ в октябре 2014 года. Ёсикава выбрал в качестве главного режиссёра Масахару Ватанабэ, потому что он уже работал на студию, создавая анимацию по ключевым кадрам, дизайном персонажей и режиссурой анимации занялась Кюта Сакай, потому что Ёсикава решил, что она сможет отдать должное стилистике ранобэ, а также продержать качество анимации в течение 25 серий. Автор романа, Таппэй Нагацуки, активно участвовал в работе над аниме, посещал совещания по сценарию, сеансы звукозаписи и процесс дубляжа. В процессе написания сценария самой сложной задачей для разработчиков было решение об окончании, много времени было потрачено для определения содержания последней серии.
Выбирая композитора для сериала, режиссёр Ватанабэ хотел найти того, кто «заденет его за живое». Будучи фанатом дорам, Ватанабэ наткнулся на музыку из медицинской драмы Shi no Zōki, узнав позже, что композитор сериала, Суэхиро Кэнъитиро, работал также над несколькими его любимыми аниме и дорамами. После того, как Суэхиро присоединился к работе, Ватанабэ дал ему три главных направления: использовать голоса во время «возвращения через смерть»; создавать музыку так, как он делал бы для дорамы или фильма, чтобы подчеркнуть эмоциональные сцены; «заполнять все паузы» в тревожных сценах. Кроме того, для первого кура Ватанабэ попросил музыку с «тревожной» аурой, для второго же — с «романтической». Ватанабэ и Суэхиро являются фанатами итальянского композитора Эннио Морриконе, и Суэхиро старался брать вдохновение из его работ, создавая звуковую дорожку. Ватанабэ также попросил музыку, похожую на ту, что была у Ханса Циммера в фильме Тёмный рыцарь. По большей части Суэхиро использовал не слишком «аниме-подобную» музыку, но его просили и о более традиционной музыке для сцен повседневности. В некоторых местах, например в 7 и 15 сериях, Ватанабэ решил использовать на фоне целую песню, что является необычным для аниме. В сериале довольно ограниченно используются опенинги и эндинги, в связи с чем Ватанабэ сказал, что хотел бы использовать их чаще.
23 марта 2019 года был официально анонсирован второй сезон аниме-адаптации «Re:Zero». С 1 января 2020 по 1 апреля 2020 прошла трансляция обновлённой версии первого сезона с некоторыми изменениями. Трансляция второго сезона была перенесена с апреля на июль 2020 года в связи с пандемией COVID-19.

## Адаптации

### Ранобэ
Re:Zero начало свободно распространяться на сайте для начинающих писателей «Shōsetsuka ni Narō» с 2012 года, впоследствии лицензировано Media Factory. Первый том опубликован 25 января 2014 года под лейблом MF Bunko J. К декабрю 2023 года было выпущено тридцать шесть томов. На английском языке ранобэ лицензировало Yen Press. На русском языке ранобэ лицензировано компанией «Истари комикс».
Помимо основных томов ранобэ, было выпущено пять томов-ответвлений: Ex Shishi-Ō no Mita Yume (яп. Ex 獅子王の見た夢, «Сон о короле-льве»), Ex2 Kenki Renka (яп. Ex2 剣鬼恋歌, «Песнь любви Демона Меча»), Ex3 Kenki Rentan (яп. Ex3 剣鬼恋譚, «История любви Демона Меча») и Ex4 Noriyuki (яп. Ex4 最優紀行). Кроме того, выпущены девять сборников коротких рассказов, некоторые из которых ранее публиковались в журнале Monthly Comic Alive и других местах. Одновременно с десятым томом ранобэ была выпущена Re: zeropedia — справочник по миру, терминологии и сюжету Re:Zero в первых трёх сюжетных арках, включающий также два коротких рассказа.
| № | Японский              | Японский               | Русский            | Русский                |
| № | Дата публикации       | ISBN                   | Дата публикации    | ISBN                   |
| --- | --------------------- | ---------------------- | ------------------ | ---------------------- |
| 1 | 24 января 2014 года   | ISBN 978-4-04-066208-4 | Март 2018 года     | ISBN 978-5-907014-07-7 |
| Пролог: Тепло, оставшееся с начала (яп. 始まりの余熱 Хадзимари но ёнэцу) 1. Начало конца (яп. 始まりの終わり Хадзимари но овари) 2. Запоздавшее сопротивление (яп. 遅すぎる抗い Ососугиру арагай) 3. Конец и начало (яп. 終わりと始まり Овари то хадзимари) 4. Честность в четвёртый раз (яп. 四度目の正直 Сидо-мэ но сё:дзики) 5. Жизнь в ином мире, начинающаяся с нуля (яп. ゼロから始まる異世界生活 Дзэро кара хадзимару исэкай сэйкацу) Эпилог: Луна наблюдает (яп. お月さまが見てる О-Цуки-сама га Митэру)                                                                                |                       |                        |                    |                        |
| 2 | 25 февраля 2014 года  | ISBN 978-4-04-066309-8 | Октябрь 2018 года  | ISBN 978-5-907014-08-4 |
| Пролог: Начало искупления (яп. 贖いの始まり Аганай но хадзимари) 1. Осознанные чувства (яп. 自覚する感情 Дзикакусуру кандзё:) 2. Обещанное утро откладывается (яп. 約束した朝は遠く Якусокусита аса ва то:ку) 3. Звук цепей (яп. 鎖の音 Кусари но ото) 4. Сумеречные догонялки (яп. 逢魔時の鬼ごっこ О:магатоки но онигокко) 5. Утро, ожидаемое с надеждой (яп. 待ち望んだ朝 Мотинодзонда аса) |                       |                        |                    |                        |
| 3 | 25 марта 2014 года    | ISBN 978-4-04-066334-0 | Июль 2019 года     | ISBN 978-5-907014-62-6 |
| 1. Рестарт Нацуки Субару (яп. ナツキ・スバルのリスタート Нацуки Субару но рРисута:то) 2. Плакал, рыдал и утешился (яп. 泣いて泣き喚いて泣き止んだから Найтэ накивамэйтэ накиянда кара) 3. Значение мужества (яп. 勇気の意味 Ю:ки но ими) 4. Словно демон (яп. 鬼がかったやり方 Они-гакатта яриката) 5. Всё включено (яп. オールイン О:ру ин) Эпилог: Разговор о будущем (яп. 未来の話 Мирай но ханаси) Интерлюдия: Беседа под луной (яп. 月下の密談 Гэкка но мицудан) |                       |                        |                    |                        |
| 4 | 25 июня 2014 года     | ISBN 978-4-04-066780-5 | Июль 2019 года     | ISBN 978-5-907014-63-3 |
| Пролог: Упрямство дурака (яп. 愚か者の意地 Орокамоно но идзи) 1. И вновь столица (яп. 再来の王都 Сайрай но о:то) 2. Благословение, новая встреча, обещание... (яп. 加護と再会と約束と Каго то сайкай то якусоку то) 3. Ухудшающаяся репутация (яп. 仲の悪すぎる面子 Нака но варусугиру мэнцу) 4. Кандидаты в короли и их рыцари (яп. 王の候補者と、その騎士たち О: но ко:хося то, соно киси-тати) 5. Самопровозглашённый рыцарь Нацуки Субару (яп. 自称騎士、ナツキ・スバル Дзисё: киси Нацуки Субару) Эпилог: Намерения рыцарей (яп. 騎士たちの思惑 Киси-тати но омоваку)                      |                       |                        |                    |                        |
| 5 | 24 октября 2014 года  | ISBN 978-4-04-067122-2 | Сентябрь 2019 года | ISBN 978-5-907014-64-0 |
| Пролог: Это имя... (яп. その名は── Соно на ва) 1. Разлагающийся разум (яп. 腐敗する精神 Фухайсуру сэйсин) 2. Смена обстоятельств и намерения Рем (яп. 動き出す事態とレムの意思 Угокидасу дзитай то Рэму но иси) 3. Болезнь под названием «Отчаяние» (яп. 絶望という病 Дзэцубо: то иу ямай) 4. За пределами безумия (яп. 狂気の外側 Кё:ки но сотогава) 5. Лень (яп. 怠惰 Тайда) |                       |                        |                    |                        |
| 6 | 25 марта 2015 года    | ISBN 978-4-04-067468-1 | Сентябрь 2019 года | ISBN 978-5-907014-65-7 |
| 1. Детские переговоры (яп. 幼い交渉 Осанай ко:сё) 2. Желание свиньи (яп. 豚の欲望 Бута но ёкубо:) 3. Жабры Белого Кита (яп. 白鯨の顎 Хакугэй но агито) 4. Не нужно слов (яп. 言葉にはさせない Котоба ни ва сасэнай) 5. С нуля (яп. ゼロから Дзэро кара) 6. Перетасованные карты (яп. 配られたカード Кубарарэта ка:до) |                       |                        |                    |                        |
| 7 | 25 сентября 2015 года | ISBN 978-4-04-067780-4 | Январь 2021 года   | ISBN 978-5-6044291-3-6 |
| 1. Перетасованные карты (яп. 配られたカード Кубарарэта ка:до) 2. Ночь перед битвой (яп. 決戦前夜 Кэссэн дзэнъя) 3. Наступление на Белого Кита (яп. 白鯨攻略戦 Хакугэй ко:рякусэн) 4. Борьба на спор против отчаяния (яп. 絶望に抗う賭け Дзэцубо: ни арагау какэ) 5. Вильгельм ван Астрея (яп. ヴィルヘルム・ヴァン・アストレア Вирухэруму ван Асуторэа) 6. Путь к владениям Мейзерса (яп. メイザース領への道 Мэйдза:су-рё: э но мити) |                       |                        |                    |                        |
| 8 | 25 марта 2016 года    | ISBN 978-4-04-068177-1 | Январь 2021 года   | ISBN 978-5-6044291-4-3 |
| 1. Приступ лени (яп. 怠惰一閃 Тайда иссэн) 2. «Сражайся!» (яп. ──戦え Татакаэ) 3. Вернувшийся смысл (яп. 帰ってきた意味 Каэттэкита ими) 4. Мерзкая лень (яп. 悪辣なる怠惰 Акурацунару тайда) 5. Исполнение договора (яп. 契約の履行 Кэйяку но рико:) |                       |                        |                    |                        |
| 9 | 23 сентября 2016 года | ISBN 978-4-04-068627-1 | 20 сентября 2022   | ISBN 978-5-907340-71-8 |
| Пролог: Re:Start (яп. Re:スタート Ри:Сута:то) 1. Хорошие новости о потеплении (яп. 温もりという福音 Нукумори то иу фукуин) 2. За кулисами подачи к столу (яп. お膳立ての舞台裏 Одзэндатэ но бутай ура) 3. Кончина лени (яп. 怠惰の終焉 Тайда но сю:эн) 4. История лишь об этом (яп. ――ただそれだけの物語 Тада сорэ дакэ но моногатари) Интерлюдия: Момент в драконьей повозке (яп. 竜車でのひと時 Рю:ся дэ но хитотоки) Рассказ-ответвление: Нацуки Рем (яп. ナツキ・レム Нацуки Рэму) Интерлюдия: Итадакимасу (яп. イタダキマス) 5. Взаимная клятва (яп. それぞれの、誓い Сорэдзорэ но, тикай) |                       |                        |                    |                        |
| 10 | 25 октября 2016 года  | ISBN 978-4-04-068676-9 | 20 сентября 2022   | ISBN 978-5-907340-72-5 |
| 11 | 23 декабря 2016 года  | ISBN 978-4-04-068770-4 | 27 сентября 2022   | ISBN 978-5-907340-90-9 |
| 12 | 25 марта 2017 года    | ISBN 978-4-04-069143-5 | 27 сентября 2022   | ISBN 978-5-907340-91-6 |
| 13 | 24 июня 2017 года     | ISBN 978-4-04-069285-2 |                    |                        |
| 14 | 25 сентября 2017 года | ISBN 978-4-04-069459-7 |                    |                        |
| 15 | 25 декабря 2017 года  | ISBN 978-4-04-069611-9 |                    |                        |
| 16 | 24 марта 2018 года    | ISBN 978-4-04-069816-8 |                    |                        |
| 17 | 25 сентября 2018 года | ISBN 978-4-04-065158-3 |                    |                        |
| 18 | 25 декабря 2018 года  | ISBN 978-4-04-065380-8 |                    |                        |
| 19 | 27 марта 2019 года    | ISBN 978-4-04-065628-1 |                    |                        |
| 20 | 25 июня 2019 года     | ISBN 978-4-04-065795-0 |                    |                        |
| 21 | 25 сентября 2019 года | ISBN 978-4-04-064006-8 |                    |                        |
| 22 | 25 марта 2020 года    | ISBN 978-4-04-064553-7 |                    |                        |
| 23 | 25 июня 2020 года     | ISBN 978-4-04-064730-2 |                    |                        |
| 24 | 25 сентября 2020 года | ISBN 978-4-04-064945-0 |                    |                        |
| 25 | 25 декабря 2020 года  | ISBN 978-4-04-680080-0 |                    |                        |
| 26 | 25 марта 2021 года    | ISBN 978-4-04-6803306  |                    |                        |
| 27 | 25 июня 2021 года     | ISBN 978-4-04-680510-2 |                    |                        |
| 28 | 24 декабря 2021 года  | ISBN 978-4-04-680998-8 |                    |                        |
| 29 | 25 марта 2022 года    | ISBN 978-4-04-681286-5 |                    |                        |
| 30 | 24 июня 2022 года     | ISBN 978-4-04-681476-0 |                    |                        |
| 31 | 22 сентября 2022 года | ISBN 978-4-04-681748-8 |                    |                        |
| 32 | 23 декабря 2022 года  | ISBN 978-4-04-682041-9 |                    |                        |
| 33 | 29 марта 2023 года    | ISBN 978-4-04-682331-1 |                    |                        |
| 34 | 23 июня 2023 года     | ISBN 978-4-04-682567-4 |                    |                        |
| 35 | 25 сентября 2023 года | ISBN 978-4-04-682863-7 |                    |                        |
| 36 | 25 декабря 2023 года  | ISBN 978-4-04-683156-9 |                    |                        |
| 37 | 25 марта 2024 года    | ISBN 978-4-04-683470-6 |                    |                        |
| 38 | 25 июня 2024 года     | ISBN 978-4-04-683704-2 |                    |                        |

Ответвления истории (спин-оффы)
| №   | Дата публикации       | ISBN                   |
| --- | --------------------- | ---------------------- |
| Ex  | 25 июня 2015 года     | ISBN 978-4-04-067685-2 |
| Ex2 | 25 декабря 2015 года  | ISBN 978-4-04-068009-5 |
| Ex3 | 25 июня 2018 года     | ISBN 978-4-04-069953-0 |
| Ex4 | 25 декабря 2019 года  | ISBN 978-4-04-064265-9 |
| Ex5 | 25 сентября 2021 года | ISBN 978-4-04-680768-7 |

Сборники рассказов (Tanpenshuu)
| № | Дата публикации       | ISBN                   |
| - | --------------------- | ---------------------- |
| 1 | 25 декабря 2014 года  | ISBN 978-4-04-067197-0 |
| 2 | 25 июня 2016 года     | ISBN 978-4-04-068414-7 |
| 3 | 25 декабря 2017 года  | ISBN 978-4-04-069609-6 |
| 4 | 27 марта 2019 года    | ISBN 978-4-04-065629-8 |
| 5 | 25 сентября 2019 года | ISBN 978-4-04-064126-3 |
| 6 | 20 июля 2020 года     | ISBN 978-4-04-064585-8 |
| 7 | 24 июня 2022 года     | ISBN 978-4-04-681478-4 |
| 8 | 24 июня 2022 года     | ISBN 978-4-04-682042-6 |
| 9 | 25 сентября 2023 года | ISBN 978-4-04-682862-0 |

Re: zeropedia
| № | Дата публикации      | ISBN                   |
| - | -------------------- | ---------------------- |
| - | 25 октября 2016 года | ISBN 978-4-04-068741-4 |

### Манга
Манга-адаптация Даити Мацуcэ с подзаголовком «День в столице королевства» (яп. Ｒｅ：ゼロから始める異世界生活 第一章 王都の一日編 Ри: дзэро кара хадзимару исэкай сэйкацу О:то но итинити хэн) начала издаваться в августовском номере за 2014 год сэйнэн-журнала Media Factory Monthly Comic Alive 27 июня 2014 года. Последний, второй том-танкобон был выпущен 23 марта 2015 года.
Вторая манга, «Неделя в особняке» (яп. Re：ゼロから始める異世界生活 第二章 屋敷の一週間編 Ри: дзэро кара хадзимару исэкай сэйкацу Ясики но иссю:кан хэн), проиллюстрированная Макото Фугэцу, начала выпускаться в сэйнэн-журнале Square Enix Monthly Big Gangan 25 октября 2014 года.
Третья манга Даити Мацуcэ, Re: Zero Kara Hajimeru Isekai Seikatsu Dai-San-Shō: Truth of Zero (яп. Re:ゼロから始める異世界生活　第三章　Truth　of　Zero, «Глава 3: Правда о нуле»), начала выпускаться 27 мая 2015 года в июльском выпуске Monthly Comic Alive. Последняя глава вышла 27 сентября 2019 года в ноябрьском выпуске Monthly Comic Alive.
Четвёртая манга Цубаты Нодзаки, Re: Zero Kara Hajimeru Isekai Seikatsu Shinmeitan (яп. Re:ゼロから始める異世界生活♰真銘譚), начала выпускаться 27 ноября 2018 года в январском выпуске Monthly Comic Alive. Её последняя глава вышла 27 мая 2021 года. Адаптирует второй том спин-офф ранобэ Re:Zero Ex и фокусируется на предыстории Вильгельма ван Астреа и том, как он получил прозвище «демон клинка».
Пятая манга Харуно Атори, Re: Zero Kara Hajimeru Isekai Seikatsu Daiyonshō: Seiiki to Gōyoku no Majo (яп. Re:ゼロから始める異世界生活 第4章 聖域と強欲の魔女, «Глава 4: Святилище и Ведьма жадности»), начала выпускаться 27 сентября 2019 года в ноябрьском выпуске Monthly Comic Alive. За структуру сюжета отвечает Ю Айкава.
Часть первая«День в столице королевства»
| № | Японский             | Японский               | Русский         | Русский                |
| № | Дата публикации      | ISBN                   | Дата публикации | ISBN                   |
| - | -------------------- | ---------------------- | --------------- | ---------------------- |
| 1 | 23 октября 2014 года | ISBN 978-4-04-066875-8 | Март 2018 года  | ISBN 978-5-904676-97-1 |
| 2 | 23 марта 2015 года   | ISBN 978-4-04-067280-9 | Март 2018 года  | ISBN 978-5-904676-98-8 |

Часть вторая«Неделя в особняке»
| № | Японский             | Японский               | Русский             | Русский                |
| № | Дата публикации      | ISBN                   | Дата публикации     | ISBN                   |
| - | -------------------- | ---------------------- | ------------------- | ---------------------- |
| 1 | 23 марта 2015 года   | ISBN 978-4-7575-4591-5 | Февраль 2021 года   | ISBN 978-5-6043444-5-3 |
| 2 | 22 декабря 2015 года | ISBN 978-4-7575-4747-6 | Октябрь 2021 года   | ISBN 978-5-6044291-2-9 |
| 3 | 22 июня 2016 года    | ISBN 978-4-7575-5025-4 | 30 июля 2022 года   | ISBN 978-5-6044291-5-0 |
| 4 | 22 марта 2017 года   | ISBN 978-4-7575-5256-2 | 22 марта 2023 года  | ISBN 978-5-6044291-6-7 |
| 5 | 21 декабря 2017 года | ISBN 978-4-7575-5567-9 | 4 августа 2023 года | ISBN 978-5-6044291-9-8 |

Часть третьяTruth of Zero
| №  | Японский: дата публикации | Японский: ISBN         |
| -- | ------------------------- | ---------------------- |
| 1  | 22 декабря 2015 года      | ISBN 978-4-04-067828-3 |
| 2  | 23 марта 2016 года        | ISBN 978-4-04-068220-4 |
| 3  | 23 июля 2016 года         | ISBN 978-4-04-068279-2 |
| 4  | 23 декабря 2016 года      | ISBN 978-4-04-068815-2 |
| 5  | 23 марта 2017 года        | ISBN 978-4-04-069166-4 |
| 6  | 23 августа 2017 года      | ISBN 978-4-04-069372-9 |
| 7  | 23 января 2018 года       | ISBN 978-4-04-069629-4 |
| 8  | 23 июня 2018 года         | ISBN 978-4-04-069913-4 |
| 9  | 21 ноября 2018 года       | ISBN 978-4-04-065248-1 |
| 10 | 22 июня 2019 года         | ISBN 978-4-04-065709-7 |
| 11 | 21 февраля 2020 года      | ISBN 978-4-04-064380-9 |

Часть четвёртаяSeiiki to Gōyoku no Majo
| № | Японский: дата публикации | Японский: ISBN         |
| - | ------------------------- | ---------------------- |
| 1 | 21 февраля 2020 года      | ISBN 978-4-04-064376-2 |
| 2 | 23 июня 2020 года         | ISBN 978-4-04-064743-2 |
| 3 | 23 декабря 2020 года      | ISBN 978-4-04-680034-3 |
| 4 | 23 июня 2021 года         | ISBN 978-4-04-680471-6 |
| 5 | 23 декабря 2021 года      | ISBN 978-4-04-680948-3 |
| 6 | 22 июня 2022 года         | ISBN 978-4-04-681434-0 |
| 7 | 23 января 2023 года       | ISBN 978-4-04-682062-4 |

ПриквелShinmeitan
| № | Японский: дата публикации | Японский: ISBN         |
| - | ------------------------- | ---------------------- |
| 1 | 22 июня 2019 года         | ISBN 978-4-04-065762-2 |
| 2 | 21 февраля 2020 года      | ISBN 978-4-04-064364-9 |
| 3 | 23 сентября 2020 года     | ISBN 978-4-04-064834-7 |

Антология
| № | Японский: дата публикации | Японский: ISBN         |
| - | ------------------------- | ---------------------- |
| 2 | 23 июня 2016 года         | ISBN 978-4-04-068506-9 |
| 2 | 23 сентября 2017 года     | ISBN 978-4-04-069438-2 |
| 3 | 23 марта 2018 года        | ISBN 978-4-04-069751-2 |

### Аниме
Аниме-адаптация была анонсирована Kadokawa в июле 2015 года. Показ начался с 50-минутной серии 4 апреля 2016 года на TV Tokyo, TV Osaka, TV Aichi и AT-X. За пределами Азии транслируется Crunchyroll.

#### Список серий

##### Re:Zero — жизнь с нуля в другом мире.
| 1 | Конец начала и начало конца «Хадзимари но Овари то Овари но Хадзимари» (始まりの終わりと終わりの始まり)               | 4 апреля 2016 года    |
| В начале серии показан главный герой, Нацуки Субару, покупающий еду быстрого приготовления. Это перемежается кадрами из середины, с момента первой смерти Субару. Просидев весь день в комнате, он принимает странные видения вокруг за галлюцинации. Внезапно обстановка вокруг него меняется, и Субару быстро осознаёт, что он был призван в другой мир. Одним из первых, кого он встретил, был лавочник Кадомон, но тот прогнал Субару, не имевшего местных денег. Он понимает местную речь, но не знает ничего о письме и быте, при этом воспринимает реальность как игровой фентезийный мир, из-за чего попадает в ряд нелепых ситуаций. Наконец, Субару сталкивается с бандой уличных грабителей. Тогда же он впервые встречает Фельт, принимая её за призвавшую его красавицу, но она убегает, почти не заметив его. Неожиданно для себя, парень выводит из строя двух воров, но отступает, когда третий достаёт ножи. Вместе они принимаются избивать Субару, но их останавливает светловолосая девушка, разыскивающая некий значок. Она, вместе с духом-котом Паком, спасает Субару, убеждается, что тот в порядке и делает вид, что он ничего не должен её взамен. Субару же придумывает всё новые оправдания, чтобы помочь ей. Они знакомятся, девушка называется ему именем «Сателла». Вместе они ищут информацию о значке. Случайно отыскав заблудившуюся дочь Кадомона, они получают от него указание на ломбард в трущобах, куда Фельт должна принести украденное. Найдя его, Субару решается зайти первым. Он находит тело старика-великана, а затем оказывается убит, как и вошедшая за ним Эмилия. Внезапно Субару осознаёт, что он снова стоит перед лавкой Кадомона. Не понимая, что происходит, он идёт в ломбард Рома. Дождавшись Фельт, он пытается выторговать значок за мобильный телефон, который Субару представляет как "предмет, замораживающий моменты времени" (о фотографиях). По словам Рома, он может быть дороже значка. Фельт решает, что стоит поговорить с заказчиком кражи и устроить торг. Заказчиком является пугающая девушка по имени Эльза. Она соглашается на торг, но неожиданно нападает на Субару, узнав, что тот собирается вернуть значок владельцу. Убив Рома и Фельт, она смакует кишки парня, подвергая его мучениям. Серия заканчивается возвращением к лавке Кадомона, где запутавшийся Субару теряет сознание. Очнувшись, он видит ту самую девушка, зовёт её по имени Сателла, но она злится и говорит, что это - имя Ведьмы Зависти. | |                       |
| 2 | Новая встреча с ведьмой «Сайкай но Мадзё» (再会の魔女)                                                                | 11 апреля 2016 года   |
| Во время ссоры с девушкой, Фельт крадёт у неё значок. Она прогоняет Субару, он вновь натыкается на грабителей и в этот раз умирает от ножа. Вновь оказавшись у лавки Кадомона, он обдумывает события, сначала хочет не вмешиваться, но затем решает не оставлять в опасности ту, кто помог ему. Вновь наткнувшись на грабителей, он оказывается спасённым Рейнхардом, королевским рыцарем. Он не решается просить его о помощи в ломбарде, но просит сообщить сереброволосой девушке о том, что ей не стоит идти туда. Субару ищет дом Фельт. По пути у него случается встреча с Эльзой. Придя к Фельт, он пытается обменять значок на телефон, но она предлагает пойти к Рому для оценки, и он подтверждает то, что обмен возможен. Фельт кажется подозрительной спешка Субару. Внезапно в ломбард стучится сама владелица значка. | |                       |
| 3 | Жизнь с нуля в другом мире «Дзэро Кара Хадзимару Исэкай Сэйкацу» (ゼロから始まる異世界生活)                           | 18 апреля 2016 года   |
| Девушка, угрожая магией, требует вернуть ей значок. Субару поддерживает её, а также спасает от внезапно напавшей Эльзы, вызвав Пака. Пак сражается до тех пор, пока может поддерживать форму. Бой продолжается, Рома ранят. Субару просит Фельт бежать, она сталкивается с Рейнхардом, который и приходит на помощь. В ходе напряжённого сражения Рейнхард разрушает ломбард. В ходе разговора Субару просит девушку назвать её имя — «Эмилия». Через некоторое время он обнаруживает, что Эльза всё же задела его живот, но Эмилии удаётся его спасти. Она решает отвезти его в своё поместье чтобы больше разобраться в ситуации. Благодарная Фельт возвращает значок. Как будто что-то заметивший Рейнхард уводит девочку. | |                       |
| 4 | Счастливая семья в особняке Розуэлла «Родзува:ру-тэй но данран» (ロズワール邸の団欒)                                  | 25 апреля 2016 года   |
| Субару попадает в поместье Розваля Л. Мейзерса, опекуна Эмилии. Исследуя особняк, он натыкается на девочку-библиотекаря Беатрис. Его действия раздражают её, она решает высосать из парня ману, отчего тот теряет сознание. Очнувшись в постели, Субару видит двух девушек в форме горничных — Рем и Рам. Вошедшая к нему Эмилия предлагает выйти на прогулку, в ходе которой Субару учит Эмилию утренней зарядке и общается с Паком. Рам и Рем зовут их к завтраку с хозяином поместья, Розвалем Л. Мейзерсом. Во время беседы с ним Субару узнаёт о том, что украденный значок был подтверждением того, что Эмилия участвует в королевских выборах. За спасение Эмилии Розваль предлагает Субару награду, он выбирает работу дворецким при поместье. Спустя пять дней работы Субару договаривается с Эмилией о свидании в деревне, куда он ходил вместе с Рем, оказывается убит проклятием среди ночи, возвратившись к первому дню в поместье. | |                       |
| 5 | Далёкое утро нашего обещания «Якусоку сита аса ва то:ку» (約束した朝は遠く)                                           | 2 мая 2016 года       |
| Ошеломлённый Субару вновь делает то же самое, устраиваясь на работу в поместье. Дни вновь повторяются, Субару просит Рам обучать его не только работе в поместье, но и местной письменности и культуре. В день прошлой смерти учить Субару приходит Эмилия. Во время обучения Субару просит её сходить с ним на свидание в деревню неподалёку, та соглашается и уходит. Субару внезапно ощущает сильный холод, его тело его не слушается. Растерянный, он идёт к комнате Эмилии, но оказывается убит моргенштерном. | |                       |
| 6 | Звук цепей «Кусари но ото» (鎖の音)                                                                                   | 9 мая 2016 года       |
| С криком Субару вновь просыпается в первом дне, напугав Рам и Рем, но сразу же извинившись. Парень решает на этот раз быть гостем в особняке и просто собирать информацию. После разговора с Беатрис он понимает, что причиной смерти было проклятие. В один из вечеров Субару рассказывает Рам историю о синем они, пожертвовавшем своей репутацией ради друга, красного они. Рам реагирует на историю очень холодно и советует Субару не рассказывать эту историю Рем. На четвёртый день Субару покидает поместье, чтобы увидеть нападающих на поместье и защитить его обитателей. К своему ужасу он узнаёт, что нападала на него Рем. Она вновь мучает его, стараясь узнать его истинные намерения. | |                       |
| 7 | Рестарт Субару Нацуки «Нацуки Субару но Рисута:то» (ナツキ・スバルのリスタート)                                       | 16 мая 2016 года      |
| Рем, подозревая Субару в связи с врагами Эмилии и чувствуя его запах ведьмы, убивает его. Субару почти теряет рассудок, проснувшись вновь. Он пытается рассказать Эмилии о «возвращении через смерть», но время вокруг него останавливается, чёрная рука чуть не сжимает его сердце. Эмилия приводит его в чувство, он призывает её не волноваться. Он проводит несколько дней в поместье, заключает контракт о защите с Беатрис, оставшись на ночь четвёртого дня в её библиотеке. На пятый день он обнаруживает, что Рем мертва, а Рам обвиняет его в убийстве. Она пытается напасть на Субару, но Беатрис защищает его, позволив сбежать из поместья. Субару уже собирается совершить самоубийство, но у него не хватает смелости. Очнувшись, он видит стоящую рядом Беатрис и появившуюся для убийства Рам. Наконец, он признаётся им в любви и прыгает с горы, намереваясь в следующий раз спасти всех. | |                       |
| 8 | Я рыдал, рыдал что есть мочи, пока не выплакал всё «Найтэ Накивамэйте Накиянда кара» (泣いて泣き喚いて泣き止んだから) | 23 мая 2016 года      |
| Вернувшись вновь, Субару снова устраивается дворецким, чтобы построить доверительные отношения с горничными. Пак рассказывает Субару о магии, а также обнаруживает его склонность к стихии тьмы, обучая её использованию. Утомлённый и уставший, он засыпает на коленях у Эмилии. После разговора с Беатрис, сказавшей, что проклятия могут активироваться через физический контакт, Субару решает отправиться в деревню вместе с Рем и Рам. | |                       |
| 9 | Значение отваги «Ю:ки но Ими» (勇気の意味)                                                                            | 30 мая 2016 года      |
| В деревне Субару общается с детьми, натыкаясь на странную собаку. К ночи Розваль решает временно покинуть поместье, а Субару обнаруживает, что был проклят в деревне укусом той самой собаки. Он и Рем возвращаются туда, обнаружив, что дети пропали. В лесу, где, по словам Рем, обитают демонозвери, дети находятся. Рем лечит их, а Субару отправляется на поиски последней, девочки Мейли, но натыкается на зверей. Одного из них он побеждает, но оказывается окружён. Рем прибывает на помощь, в ней просыпается они, она впадает в безумие. Субару, решив защитить Рем от внезапной атази сзади отталкивает её, попадая сам под удар монстрозверей, и теряет сознание. | |                       |
| 10 | Одержим, словно огр «Они-гакатта Яриката» (鬼がかったやり方)                                                          | 6 июня 2016 года      |
| На следующее утро Субару просыпается, осознавая, что на этот раз не умирал. Он говорит с обитателями особняка и жителями деревни, получает от них в подарок меч, и вместе с Рам возвращается для спасения Рем. Рам рассказывает об отсутствии у неё демонического рога и из-за этого малого запаса маны. Пытаясь привлечь демонозверей, а с ними и Рем, запахом ведьмы, Субару сам для себя упоминает о своей способности возвращения. Найдя её, Субару старается бить ей по рогу, чтобы привести её в чувство. | |                       |
| 11 | Рем «Рэму» (レム) | 13 июня 2016 года     |
| Рассказывается история Рам и Рем, близнецов-они, родившихся с одним рогом вместо нормальных двух. Из-за чудесных способностей Рам сестёр не убили, хотя именно так должны были поступить с однороговыми детьми. Рем же ничем не выделялась и сильно переживала по этому поводу. Во время нападения Культа Ведьмы Рам теряет свой рог, а Рем, чувствуя вину, старается усердно заботиться о сестре. Субару, Рам и Рем бегут от демонозверей. Они натыкаются на управляющего ими зверя, принимающего форму огромного пса. Неожиданно их спасает Розваль. Субару просыпается и говорит с Рем. Вечером Рам отчитывается Розвалю о происшествиях, а тот наполняет его маной и напоминает о своей цели - убийстве Дракона. В это же время Субару говорит с Эмилией, та обещает ему пойти на свидание в деревню. | |                       |
| 12 | Назад в столицу «Сайрай но О:то» (再来の王都)                                                                         | 20 июня 2016 года     |
| После долгожданного свидания с Эмилией, Субару узнаёт, что она вызывается в столицу. Весть об этом принесла Круш Карстен, одна из кандидаток на престол. Субару встречает её свиту — дворецкого Вильгельма и рыцаря Феликса. Вместе с Эмилией, Розвалем и Рем он едет в столицу. Там он встречает рыцаря Юлиуса, который не стесняюсь целует руку Эмилии, Присциллу Бариэль, другую кандидатку, её рыцаря Аля и ищущего Фельт старика Рома. На следующий день Субару вместе с Присциллой пробирается в замок, хотя Эмилия запретила ему приходить. Там собираются кандидатки в королевы, пятой и последней приходит Фельт. | |                       |
| 13 | Самопровозглашённый рыцарь Субару Нацуки «Дзисё: Киси Нацуки Субару» (自称騎士ナツキ・スバル)                         | 27 июня 2016 года     |
| Рейнхард представляет Фельт в качестве кандидатки на престол, но та возмущается, отказывается участвовать. После обращений кандидаток несколько высокопоставленных людей упоминают, что Эмилия мало подходит для поста монарха, она похожа на ведьму и не имеет рыцаря. Разозлённый Субару называет себя её рыцарем и вступает в перебранку с Юлиусом. Эмилия заявляет, что Субару - не её рыцарь, он оказывается выставлен из зала. Через некоторое время в зал пробирается Ром, но его быстро задерживают. Чтобы защитить его, Фельт приходится согласиться принять участие в выборах. За дверями Субару и Юлиус вступают в бой на деревянных мечах. Субару избит до полусмерти, он просыпается и говорит с Эмилией. Она, не понимая его действий, оставляет его вместе с Рем на попечение Круш, а сама с Розвалем уезжает. | |                       |
| 14 | Болезнь под названием Отчаяние «Дзэцубо: то иу Ямай» (絶望という病)                                                   | 4 июля 2016 года      |
| В особняке Круш он лечится магией Феликса, тренируется в фехтовании с Вильгельмом, ходит в столицу за яблоками к Кадомону. Рейнхард приезжает, чтобы извиниться и говорит, что битва с Юлиусом была бессмысленной и напрасной, но Субару не обращает на это внимания и просит рыцаря уйти. Через некоторое время Рем чувствует, что её сестра в опасности. Она сообщает об этом Субару, который просит у Круш отпустить их к Розвалю. Она препятствует этому, говоря, что таким образом её контракт с Эмилией будет разорван и противостояние между двумя политическими лагерями усилится. Тем не менее, Субару решает отправиться. Здесь он узнаёт о том, что короткий путь перекрыт опасным туманом, созданным неким Белым Китом. На пути к поместью они останавливаются в гостинице в городке Флюр. Ночью взволнованная Рем оставляет Субару там, надеясь справиться с опасностями сама. На утро парень ищет того, кто провёз бы его к поместью, и находит наконец купца Отто Сувена, которому отдаёт все свои деньги. На утро они добираются до земель Розваля, но везущий их земляной дракон чувствует опасность, поэтому Субару приходится идти дальше пешком. По пути он встречает людей из Культа Ведьмы, они кланяются ему и исчезают. Добравшись до деревни, Субару видит, что все её жители убиты, он натыкается и на труп Рем. | |                       |
| 15 | За гранью Безумия «Кё:ки но Сотогава» (狂気の外側)                                                                    | 11 июля 2016 года     |
| Шокированный, Субару идёт к поместью, находит труп Рем и нигде не видит Розваля. Он оказывается в замороженном коридоре, в конце которого видна дверь. Попытавшись открыть её, он превращается в ледяную глыбу, а затем раскалывается. Субару оказывается у лавки Кадомона. Пребывая в глубоком ужасе от увиденного, он оказывается без сил, не говорит и не выражает эмоции. Видя его состояние, Рем решает увезти его к Розвалю. На пути к поместью они натыкаются на Культ Ведьмы, Рем пытается бороться с ними, но они забирают Субару. Они приводят его в пещеру, где перед ним предстаёт эксцентричный архиепископ лени, Петельгейзе Романе-Конти, отмечающий сильный запах ведьмы, исходящий от Субару, и принимающий парня за архиепископа гордости. Рем приходит его спасти, но Петельгейзе схватывает её и издевается, используя свою способность — невидимые руки. Разум видевшего это Субару проясняется, он клянётся убить архиепископа. Петельгейзе оставляет его умирать в пещере, но Субару подбирает тело Рем и направляется с ним к поместью, проклиная её убийцу. Подойдя к особняку, он видит огромного зверя, в которого превратился Пак после смерти Эмилии. Пак замораживает всё вокруг, включая Субару. | |                       |
| 16 | Алчность свиньи «Бута но Ёкубо:» (豚の欲望)                                                                           | 18 июля 2016 года     |
| Субару возвращается к лавке Кадомона. На пути к поместью Круш, он застаёт уезжающего оттуда торговца Расселя Феллоу. Зная, что до нападения Культа Ведьмы есть только три дня, он решает просить помощи у кандидаток на престол. Круш ставит условием выбывание Эмилии из борьбы за трон, Присцилла заставляет его лизать её ноги, Анастасия выведывает информацию о других кандидатках, все они отказывает ему в помощи. Субару решает ехать без них, по пути он объединяется с купцами во главе с Отто, едет в поместье и деревню, чтобы эвакуировать их жителей. Добираясь туда, он замечает, что один из купцов пропал, а Отто не то что не заметил, даже не вспомнил этого человека. Здесь Субару понимает, что на них напал Белый Кит. | |                       |
| 17 | Абсолютный позор «Сю:тай но Хатэ ни» (醜態の果てに)                                                                   | 25 июля 2016 года     |
| Рем решает пожертвовать собой и прыгает, чтобы остановить его, но он гонится за повозкой Отто. Субару, уже заметив рог Кита — отличительный признак демонозверей, пытается заставить торговца вернуться за Рем, но тот не может её вспомнить и, стараясь сохранить свою жизнь, выталкивает Субару из повозки. Парень бежит от Кита, через некоторое время натыкаясь на окровавленный экипаж Отто, на котором добирается до деревни, где его находят дети. Субару просыпается в поместье, рядом сидит Рам, которая на вопрос о Рем спрашивает «Кто это?». Даже Эмилия не может её вспомнить, и тогда Субару рассказывает ей о возвращении через смерть. Вылезшие из тени руки убивают Эмилию. Вошедшая в комнату Беатрис телепортирует Субару и тело Эмилии в лес, недалеко от пещеры Петельгейзе. Культ Ведьмы окружает их, Субару уклоняется от невидимых рук, чем ошеломляет Петельгейзе. Их борьбу прерывает Пак. | |                       |
| 18 | С нуля «Дзэро кара» (ゼロから)                                                                                        | 1 августа 2016 года   |
| Пак убивает Петельгейзе и его соратников, а также Субару за то, что он позволил Эмилии умереть. После очередного возвращения Субару предлагает Рем сбежать в Карараги, где они смогли бы начать новую жизнь, но она приободряет его. Парень решает выйти навстречу проблемам, начав свою борьбу «с нуля». | |                       |
| 19 | Битва с Белым китом «Хакугэй Ко:рякусэн» (白鯨攻略戦)                                                                 | 8 августа 2016 года   |
| Субару, узнавший время появления Белого Кита с помощью своего телефона, собирает альянс из войск Круш и наёмной армии Анастасии для борьбы с ним, пообещав, помимо решения проблемы со зверем, права на добычу магическим камней в Элиорском лесу. Особенное значение эта битва имеет для Вильгельма, жена которого, Терезия, предположительно погибла в бою с Белым Китом. Перед битвой Субару говорит со многими своими соратниками, знакомится к командиром армии Анастасии — Рикардо Велкином, получает в подарок от Круш земляного дракона — Патраша. В назначенное время Кит появляется. | |                       |
| 20 | Вильгельм ван Астрея «Вирухэруму ван Асуторэа» (ヴィルヘルム・ヴァン・アストレア)                                     | 15 августа 2016 года  |
| Начинается тяжёлая битва с Белым Китом. На протяжении всей серии показываются отрывки из воспоминаний Вильгельма о жене, Терезии. Субару понимает, что туман, который испускает Кит, является причиной исчезновения людей и потери памяти о них. Субару активно использует усиление своего запаха ведьмы при упоминании о возвращении через смерть, в такой момент в аниме впервые частично показывает Сателла. Кит глотает Вильгельма, Рикардо ранен. Туман рассеивается, и появляются три кита. | |                       |
| 21 | Риск, побеждающий отчаяние «Дзэцубо: ни Арагау Какэ» (絶望に抗う賭け)                                                 | 22 августа 2016 года  |
| По повреждённому левому глазу у китов Субару понимает, что двое из них - лишь копии, и победить нужно только одного. Он разрабатывает план, действуя по которому, армия валит на землю Дерево Флюгеля, зажимая привлечённого Субару вниз кита. Вырвавшийся Вильгельм наносит финальный удар. После победы Субару решает идти в деревню, чтобы победить Культ Ведьмы. Круш и Анастасия предоставляют ему свои армии. В конце серии появляется Юлиус. | |                       |
| 22 | Вспышка Лени «Тайда Иссэн» (怠惰一閃)                                                                                 | 29 августа 2016 года  |
| Субару разговаривает и мирится с Юлиусом, проводит совет по борьбе с Культом. Он приходит к Петельгейзе в качестве приманки, притворившись архиепископом Гордости. Мими и Тиви Перлбатон неожиданно нападают, Вильгельм разрубает Петельгейзе. Обыскивая его тело, Субару забирает Евангелие Культа Ведьмы. Неожиданно на них нападает женщина из Культа, которая использует способности Петельгейзе и говорит, как он. После победы над ней, путь продолжается, но внезапно все вокруг Субару исчезают, а в голубом тумане показывается фигура Рам. | |                       |
| 23 | Подлая Лень «Акурацу-нару Тайда» (悪辣なる怠惰)                                                                       | 5 сентября 2016 года  |
| Субару атакован магическим цветком, но малый дух огня Юлиуса - Иа - спасает его. Рам нападает, но Вильгельм останавливает её. Рам говорит, что приняла их за врагов, в том числе из-за присланного ей ранее пустого письма, означающего в этом мире отсутствие намерения вести переговоры (это письмо было связано с Рем, которая к тому времени уже поглощена архиепископом, поэтому его текст исчез). Субару и Рам убеждают жителей деревни эвакуироваться. После этого Субару говорит с Феликсом, в это время к ним приходит купец Кетти, тайный член Культа, но Феликс раскрывает его. Тот решает взорвать телегу с магическими камнями огня, но Феликсу удаётся защитить себя и Субару. Очнувшись, парень обнаруживает, что Культ напал на деревню. Субару понимает, что Петельгейзе после смерти переселяется в других людей. Двое таких его "сосудов" убито, третьего замораживает Эмилия. В этом время Субару внезапно чувствует нечто странное и бежит в лес. За ним следуют Феликс и Юлиус, обнаруживая, что Петельгейзе переселился в него. Борясь за своё тело, Субару просит Юлиуса, а затем Феликса, убить его. Феликс обездвиживает Субару, Юлиус добивает. В конце серии показана Эмилия, оборачивающаяся в сторону леса. | |                       |
| 24 | Самопровозглашённый рыцарь и великий рыцарь «Дзисё: Киси то Сайю: но Киси» (自称騎士と最優の騎士)                     | 12 сентября 2016 года |
| Субару вернулся к моменту совещания войск. Быстро придя в себя, он объяснил способности Петельгейзе. Вильгельм отправляется к Эмилии, где вместе с Рам призывает её эвакуироваться. Субару, надев скрывающий плащ, также приходит убедить Эмилии в неизбежности нападения. Купец Кетти обезврежен, войска зачищают лес от Культа Ведьмы. Армия Анастасии освободила захваченного культистами Отто. Субару направляется к пещере Петельгейзе, вновь под видом архиепископа Гордости. В разговоре Петельгейзе упоминает, что хочет использовать Эмилию как сосуд для Ведьмы. Мими и Тиви нападают, совместными усилиями архиепископа заманивают к скалам, где его атакует Юлиус. | |                       |
| 25 | Вот о чём эта история «Тада Сорэ дакэ но Моногатари» (ただそれだけの物語)                                             | 19 сентября 2016 года |
| Юлиус убивает Петельгейзе, он же после смерти завладевает телом Субару, который тут же упоминает о своей способности возвращения. Они оба оказываются в тёмном месте. Сателла обращается к Петельгейзе как к постороннему, злится на него и выгоняет из тела Субару. Раздосадованный архиепископ возвращается в своё тело, задевает невидимой рукой скалу и умирает под камнем. В деревне, откуда уже выехали жители, Феликс рассказывает, что убитый купец Кетти перевозил множество магический камней огня в повозке, где сейчас едет Эмилия и дети. Поехав с Отто и духом огня Иа на их поиски, Субару замечает, что их преследует Петельгейзе, собирающийся снова завладеть телом Субару. Он разливает на архиепископа масло Отто и поджигает, но тот не сдаётся, а старается теперь убить Субару. Он выкидывает Евангелие Петельгейзе из повозки, туда где магия земляного дракона не подавляет ветер. Упавший Петельгейзе зацепляется мантией за колесо, оказываясь раздавленным под ним, на этот раз насовсем. Субару добирается до уезжающих, находит камни огня и вставляет в рану Белого Кита, затем взрывает их, теряя сознание от взрывной волны. Эмилия находит Субару, кладёт его себе на колени, через несколько часов он просыпается, серия заканчивается их разговором. | |                       |

##### Re:Zero — жизнь с нуля в другом мире. Второй сезон
| № серии | № в сезоне | Название                                                                  | Трансляция в Японии   |
| --- | ---------- | ------------------------------------------------------------------------- | --------------------- |
| Часть 1: |            |                                                                           |                       |
| 26 | 1          | Разные клятвы (それぞれの誓)                                              | 8 июля 2020 года      |
| Казалось, культисты разбиты, архиепископ окончательно убит, и худшее осталось позади. Однако по пути к столице войско Крушэ попадает в засаду.                                                    |            |                                                                           |                       |
| 27 | 2          | Новое место (次なる場所)                                                  | 15 июля 2020 года     |
| Попрощавшись с Крушэ, Эмилия в сопровождении жителей Алама направилась обратно в земли маркграфа. Но в деревне обоз встретили не так, как она ожидала.                                            |            |                                                                           |                       |
| 28 | 3          | Долгожданная встреча (待ちかねた再会)                                     | 12 июля 2020 года     |
| Кулон Фредерики перенёс Субару в лес, недалеко от странных руин. Стоило юноше заглянуть внутрь, как он оказался на лугу перед Ведьмой Алчности, которая, казалось бы, давно мертва.               |            |                                                                           |                       |
| 29 | 4          | Сын, отец и мать (親子)                                                   | 29 июля 2020 года     |
| «Сначала столкнись с собственным прошлым», — произнёс незнакомый голос. Субару открыл глаза и оказался на кровати в своей комнате. Кажется, дни его затворничества не прекращались.               |            |                                                                           |                       |
| 30 | 5          | Первый шаг вперёд (踏み出した一歩)                                        | 5 августа 2020 года   |
| Преисполненный уверенности в своих силах, Субару возвращается в гробницу, ещё не догадываясь, что не каждому легко даётся встреча со своим прошлым.                                               |            |                                                                           |                       |
| 31 | 6          | Учение девушки (少女の福音)                                               | 12 августа 2020 года  |
| Очнувшись в гробнице и успокоив до смерти напуганную Эмилию, Субару решает признаться, что у него есть право пройти Испытание.                                                                    |            |                                                                           |                       |
| 32 | 7          | Друг (ユージン)                                                           | 19 августа 2020 года  |
| Наученный горьким опытом, Субару решает действовать хладнокровно и вести переговоры только с глазу на глаз. Спешка не принесла ему ничего хорошего.                                               |            |                                                                           |                       |
| 33 | 8          | Цена жизни (命の価値)                                                     | 26 августа 2020 года  |
| Рам и Отто торопятся вывести Субару из Святилища, но он решает сначала заглянуть к Розуэллу, с которым ещё три дня назад хотел поговорить начистоту.                                              |            |                                                                           |                       |
| 34 | 9          | Люблюлюблюлюблютебя… (らぶらぶらぶらぶらぶらぶゆー)                       | 2 сентября 2020 года  |
| Субару поделился с Ехидной своими проблемами, и ведьма предложила ему уникальное и чрезвычайно опасное решение.                                                                                   |            |                                                                           |                       |
| 35 | 10         | Я уже видел ад (地獄なら知っている)                                       | 9 сентября 2020 года  |
| Оставшись вдвоём с Субару, Гарфил предпринимает отчаянную попытку остановить Ведьму Зависти. |            |                                                                           |                       |
| 36 | 11         | Вкус смерти (死の味)                                                      | 16 сентября 2020 года |
| Субару наконец-то получил шанс поговорить с Беатрисой, ускользавший от него прежде. Её помощь может многое изменить.                                                                              |            |                                                                           |                       |
| 37 | 12         | Ведьминское чаепитие (魔女たちの茶会)                                     | 23 сентября 2020 года |
| Ошарашенный разговором с Розуэллом, Субару уяснил для себя две вещи. Первое. Главная угроза исходит от маркграфа. Второе. Он точно не станет таким, как он. А значит, ему нужен другой союзник.   |            |                                                                           |                       |
| 38 | 13         | Звук, от которого текут слёзы (泣きたくなる音)                            | 30 сентября 2020 года |
| После бессловных угроз, бесчисленных мучений и смертей Субару встречается с Ведьмой Зависти лицом к лицу. Даже в Замке снов Ехидны он не смог от неё укрыться.                                    |            |                                                                           |                       |
| Часть 2: |            |                                                                           |                       |
| 39 | 14         | Бесхитростное пари (Straight Bet)                                         | 6 января 2021 года    |
| Перепалка с Отто помогла Субару осознать: он перепробовал не все варианты, забыв о самом очевидном: рассказать о грядущей катастрофе другу и найти решение вместе.                                |            |                                                                           |                       |
| 40 | 15         | Отто Сувен; Причина верить (オットー・スーウェン; 信じる理由)             | 13 января 2021 года   |
| Бегство Эмилии смешало все карты Субару и Отто: вместо разговора с Гарфилом, первому пришлось броситься на поиски, а второму — занять разъярённого защитника святилища, пока пара не наговорится. |            |                                                                           |                       |
| 41 | 16         | Квейновский камень одному не поднять (クウェインの石は一人じゃ上がらない) | 20 января 2021 года   |
| Отто и Рам долго отвлекали Гарфила, но он всё-таки добрался до гробницы. И похоже, теперь уже не настроен говорить.                                                                               |            |                                                                           |                       |
| 42 | 17         | Путешествие по воспоминаниям (記憶の旅路)                                 | 27 января 2021 года   |
| В сопровождении враждебно настроенной Ехидны Эмилия отправляется в путь по воспоминаниям, о которых она предпочла забыть.                                                                         |            |                                                                           |                       |
| 43 | 18         | День, когда смеялся Альфа Ориона (平家星の笑った日)                       | 3 февраля 2021 года   |
| Эмилия следит за появлением Регула Корниаса в лесу, где она росла, а её друзья слушают рассказ Симы о том, чего не знают другие реплики Рюдзу Мэйер.                                              |            |                                                                           |                       |
| 44 | 19         | Лес Элиор, навечно застывший во льду (エリオール大森林の永久凍土)         | 10 февраля 2021 года  |
| Малые духи привели Эмилию прямо к печати, где её уже поджидала Пандора. Если она оказалась здесь раньше Эмилии, то что стало с Фортуной и Дейзе?                                                  |            |                                                                           |                       |
| 45 | 20         | Начало Святилища и краха (聖域の始まりと、崩壊の始まり)                   | 17 февраля 2021 года  |
| Узнав прошлое Ехидны и Розуэлла, Субару надеется склонить маркграфа на свою сторону, но главе семейства Мэйзеров есть, что ему возразить.                                                         |            |                                                                           |                       |
| 46 | 21         | Ревущее воссоединение (咆哮の再会)                                        | 24 февраля 2021 года  |
| Когда Эмилия покинула гробницу, у выхода её встретила только Рам. С её слов, два мудрых дракона унесли трёх болванов на экипаже в сторону особняка. Сейчас их участие важнее там.                 |            |                                                                           |                       |
| 47 | 22         | Счастье в отражении на водной глади (水面に映る幸せ)                      | 3 марта 2021 года     |
| Попрощавшись с Рам и Розуэллом, Эмилия отправилась навстречу настоящему. В особняке уже кипела битва.                                                                                             |            |                                                                           |                       |
| 48 | 23         | Люблю до крови и самого нутра (血と臓物まで愛して)                        | 10 марта 2021 года    |
| Пока Гарфил и Эльза дерутся не на жизнь, а на смерть, остальные пытаются покинуть особняк, но на пути Субару с товарищами встают полчища магверей, не все из которых послушны Мэйли.              |            |                                                                           |                       |
| 49 | 24         | Выбери меня (俺を選べ)                                                    | 17 марта 2021 года    |
| Когда Эмилия выбралась из гробницы, снаружи её поджидала снежная буря. Она отправляется на поиски Рам и Розуэлла. Субару, тем временем, пытается снова пробиться к Беатрисе.                      |            |                                                                           |                       |
| 50 | 25         | Неуклюжие шаги под луной (月下、出鱈目なステップ)                         | 24 марта 2021 года    |
| Подоспев в последний момент, Субару выходит на схватку со вторым великим магверем — Великим кроликом. Но теперь он не один противостоит ненасытным чудовищам. С ним высший дух Беатриса.          |            |                                                                           |                       |

##### Re:Zero — жизнь с нуля в другом мире OVA.
| № | № в сезоне | Название                           | Трансляция в Японии |
| --- | ---------- | ---------------------------------- | ------------------- |
| 1 | 11.5 (EX)  | Снежные воспоминания (Memory Snow) | 6 октября 2018 года |
| Одолев грозных магверей и чудом избежав смерти, Субару надеялся наконец-то получить заслуженный отдых и сходить на свидание с Эмилией, но внезапные пришедшие холода смешали все карты. |            |                                    |                     |
| 2 | -          | Ледяные узы (氷結の絆)             | 8 ноября 2019 года  |
| Даже дети в деревне у леса Элиор знают: в чаще кто-то живёт. Нелюдимое существо, которое иногда приходит в деревню, меняет кристаллы на пропитание и уходит. Соваться к нему не стоит. Тем более, что в бескрайнем снежном лесу живёт не только этот незнакомец, но и безжалостные магвери. |            |                                    |                     |

#### Музыкальное сопровождение
Открывающие темы:
- Redo (серии 2, 4, 6, 8, 10, в 11 серии как фоновая). Текст — Гэнки Мидзуно, аранжировка — Макото Миядзаки, вокал — Кономи Судзуки.
- Paradisus-Paradoxum (серии 14, 17, 19, 20). Исполнение — MYTH & ROID.
- Realize (серии 27, 30, 33). Исполнение — Кономи Судзуки.
- Long Shot (серии 44, 46, 50). Исполнение — Маю Маэсима.

Закрывающие темы:
- STYX HELIX (серии 1-5, 8-11, 25). Исполнение — MYTH & ROID.
- Stay Alive (серии 13, 16, 17, 20, 23). Текст и аранжировка — Heart’s Cry, вокал — Риэ Такахаси (сэйю Эмилии).
- Memento  (серии 28, 29, 31, 32, 34-36, 38, 39). Исполнение — Nonoc.
- Believe in You (серии 42-47, 49). Исполнение — Nonoc.

Фоновые темы:
- Bōya no Yume yo (серия 8). Текст — hotaru, аранжировка — Масаёси Ооиси, вокал — Риэ Такахаси.
- STRAIGHT BET (вместо эндинга в 7 серии). Исполнение — MYTH & ROID.
- theater D (вместо эндинга в 14 серии). Исполнение — MYTH & ROID.
- Wishing (вместо эндинга в 18 серии). Текст и музыка — Hige Driver, аранжировка — Аято Синодзаки, вокал — Инори Минасэ (сэйю Рем).
- Yoake no Michi (вместо эндинга 19 серии как рингтон телефона Субару). Композитор — Эрико Кисида. Эта же музыка использовалась в опенинге аниме Flanders no Inu.
- Door (вместо эндинга в 40 серии). Исполнение — Риэ Такахаси.
- What you dont know (серия 48). Исполнение — Риэ Муракава (сэйю Рам).

Саундтрек для обоих сезонов аниме был написан Кэнъитиро Суэхиро. Выпуск диска с саундтреком первого сезона, содержащего 21 композицию, состоялся 26 октября 2016 года.
| №   | Название | Длительность |
| --- | --- | ------------ |
| 1.  | «Любовное и смоляно-чёрное рондо - Основная тема -» (愛と漆黒の輪舞曲 - MainTheme - Ai to Shikkoku no Rondo - MainTheme -) |              |
| 2.  | «Такт героя - Начало -» (英雄のタクト - 起源 - Eiyū no Takuto - Kigen -)                                                   |              |
| 3.  | «Гимн отчаяния и искупления» (絶望と贖罪のヒュムネ Zetsubō to Shokuzai no Hyumune)                                         |              |
| 4.  | «Драконье королевство Лугуника» (親竜王国ルグニカ Oya Ryū Ōkoku Rugunika)                                                  |              |
| 5.  | «Марш иного мира» (異世界行進曲 Isekai Kōshinkyoku)                                                                        |              |
| 6.  | «Воспоминания неба и времени» (時と空の想い出 Toki to Sora no Omoide)                                                      |              |
| 7.  | «Прогулка флейты и созидания» (笛と創造の散歩道 Fue to Sōzō no Sanpomichi)                                                 |              |
| 8.  | «Re:verse» |              |
| 9.  | «Сердечный стук предопределения» (決意の心音 Ketsui no Kokone)                                                             |              |
| 10. | «Песнь фантазии» (幻想リート Gensō Rīto)                                                                                   |              |
| 11. | «Печальная реальность» (哀しみのエヒト Kanashimi no Ehito)                                                                 |              |
| 12. | «Оковы памяти» (記憶の鎖 Kioku no Kusari)                                                                                  |              |
| 13. | «Злой вой» (悪意の咆哮 Akui no Hōkō)                                                                                       |              |
| 14. | «Леность» (怠惰 Taida) |              |
| 15. | «Зов Ведьмы» (魔女の呼び声 Majo no Yobigoe)                                                                                |              |
| 16. | «Запуск судьбы» (運命の起動 Unmei no Kidō)                                                                                 |              |
| 17. | «Реквием тишины» (沈黙のレクイエム Chinmoku no Rekuiemu)                                                                   |              |
| 18. | «Балет смерти» (Death Ballet)                                                                                              |              |
| 19. | «Вальс ярости» (激昂の円舞 Gekikō no Enbu)                                                                                 |              |
| 20. | «Увертюра решающей битвы» (決戦の序曲 Kessen no Jokyoku)                                                                   |              |
| 21. | «Желание звёзд» (星の願い Hoshi no Negai)                                                                                  |              |

#### Мини-аниме
На телеканале AT-X с 8 апреля 2016 транслировались мини-эпизоды производства Studio Puyukai Re:Zero kara Hajimeru Break Time (яп. Re:ゼロから始める休憩時間) с чиби-версиями персонажей, поясняющие функционирование мира. Второе мини-аниме, Re: Petit kara Hajimeru Isekai Seikatsu (яп. Re:プチから始める異世界生活), начало транслироваться 28 июня 2016. С 8 июля 2020 года на официальном Youtube-канале KADOKAWA транслировались мини-эпизоды ко второму сезону.
| №                                           | Название                                                                                        | Действующие лица                                |
| Re:Zero kara Hajimeru Break Time            | Re:Zero kara Hajimeru Break Time                                                                | Re:Zero kara Hajimeru Break Time                |
| ------------------------------------------- | ----------------------------------------------------------------------------------------------- | ----------------------------------------------- |
| 1                                           | WORLD 1-1                                                                                       | Субару, Эмилия, Пак                             |
| 2                                           | WORLD 1-4 SIDE A                                                                                | Субару, Фельт                                   |
| 3                                           | WORLD 1-4 EPILOGUE                                                                              | Эмилия, Пак                                     |
| 4                                           | WORLD 2-1                                                                                       | Субару, Рам, Рем                                |
| 5                                           | WORLD 2-2                                                                                       | Субару, Розваль                                 |
| 6                                           | WORLD 2-3                                                                                       | Субару, Эмилия, Пак                             |
| 7                                           | WORLD 2-4                                                                                       | Субару, Беатрис                                 |
| 8                                           | WORLD 2-5 SIDE A                                                                                | Субару, Эмилия, Рам, Рем                        |
| 9                                           | WORLD 2-5 SIDE B                                                                                | Субару, Рам, Рем                                |
| 10                                          | WORLD 2-5-3 SIDE C                                                                              | Субару, Рам                                     |
| 11                                          | WORLD 2-5 EPILOGUE                                                                              | Субару, Эмилия                                  |
| Re: Petit kara Hajimeru Isekai Seikatsu     |                                                                                                 |                                                 |
| ぷち1                                       | 再来の学校 Сайрай но Гакко: И вновь школа                                                       | Субару, Эмилия                                  |
| ぷち2                                       | 自称先生、ベアトリス Дзисё: Сэнсэй Бэаторису Самопровозглашённый учитель, Беатрис               | Субару, Беатрис, Фельт                          |
| ぷち3                                       | ご主人様と、そのメイドたち Го-сюдзин-сама то Соно Мэйдо-тати Господин и горничные               | Субару, Рам, Рем                                |
| ぷち4                                       | そのメニューは―― Соно Мэню: ва Это меню…                                                        | Субару, Пак, Беатрис, Анастасия                 |
| ぷち5                                       | 天然 Тэннэн Легкомысленность                                                                    | Субару, Фельт, Эмилия                           |
| ぷち6                                       | 豚でない欲望 Бута дэ най Ёкубо: Желание не свиньи                                               | Субару, Фельт, Присцилла                        |
| ぷち7                                       | ゼロから Дзэро кара С нуля                                                                      | Субару, Рам, Рем, Эмилия, Пак                   |
| ぷち8                                       | 決戦当日 Кэссэн То: дзицу Тот самый день решающей битвы                                         | Субару, Круш, Присцилла                         |
| ぷち9                                       | スイカ攻略戦 Суйка Ко: рякусэн Наступление на арбуз                                             | Субару, Рем, Круш, Анастасия                    |
| ぷち10                                      | 煩悩に抗うだけ Бонно: ни Арагау дакэ Только борьба с вожделением                                | Субару, Эмилия, Рам                             |
| ぷち11                                      | アレとアレと(以下略)の精算 Арэ то Арэ то (Икаряку) но Сэйсан Подсчитаем это и это и (пропущено) | Субару, Анастасия, Присцилла                    |
| ぷち12                                      | ——買え Каэ Покупай!                                                                             | Субару, Эмилия, Пак                             |
| ぷち13                                      | 獅子王のみた本 Shishiōnomita Hon Книга Книг                                                     | Субару, Беатрис, Круш                           |
| Re:Zero kara Hajimeru Break Time 2nd Season |                                                                                                 |                                                 |
| 1                                           | Otto's Diary                                                                                    | Отто, Субару                                    |
| 2                                           | Otto's Diary 2                                                                                  | Отто, Петра                                     |
| 3                                           | Otto's Diary 3                                                                                  | Отто, Гарфиэль                                  |
| 4                                           | The diary of a Petra's struggles                                                                | Петра                                           |
| 5                                           | Otto's Diary 4                                                                                  | Отто, Субару                                    |
| 6                                           | Otto's Diary 5                                                                                  | Отто, Субару, Рам                               |
| 7                                           | Otto's Diary 6                                                                                  | Отто, Гарфиэль                                  |
| 8                                           | Maid's Days                                                                                     | Фредерика, Петра                                |
| 9                                           | Fang of Iron Report                                                                             | Рикардо, Мими, Тиви, Отто, Анастасия            |
| 10                                          | Maid's Days 2                                                                                   | Фредерика, Петра                                |
| 11                                          | Diary of dark work sisters                                                                      | Эльза, Мейли                                    |
| 12                                          | Maid's Days 3                                                                                   | Фредерика, Петра                                |
| 13                                          | Otto's Diary 7                                                                                  | Отто, Субару, Патраш                            |
| 14                                          | Prologue for Season 2 Part 2                                                                    | Отто, Субару, Рам, Розваль                      |
| 15                                          | Fang of Iron Report 2                                                                           | Рикардо, Мими, Анастасия, Юлиус                 |
| 16                                          | Otto's Diary 8                                                                                  | Отто, Субару, Рам, Гарфиэль                     |
| 17                                          | Witch's Tea confectionery                                                                       | Эмилия, Ехидна                                  |
| 18                                          | Days waiting for the gospel                                                                     | Беатрис, Ехидна, Петельгейзе                    |
| 19                                          | Otto's Diary 9                                                                                  | Отто, Субару, Гарфиэль                          |
| 20                                          | Diary of dark work sisters 2                                                                    | Эльза, Мейли, Розваль                           |
| 21                                          | Otto's Diary 10                                                                                 | Отто, Рам                                       |
| 22                                          | The stone of the miracle, the path to the miracle                                               | Пак, Рам                                        |
| 23                                          | Tea Party of Witches                                                                            | Ехидна, Тифон, Сехмет, Дафна, Минерва, Кармилла |
| 24                                          | Epiloge for Season 2 Episode 24                                                                 | Эльза, Мейли, Гарфиэль                          |
| 25                                          | Otto's Diary 11                                                                                 | Отто, Гарфиэль, Фредерика, Петра                |

#### Веб-радио
С 27 марта 2016 года выпускается программа для интернет-радио с названием "Re: Дзэро кара Хадзимэру Исэкай Радзио Сэйкацу" (яп. Re：ゼロから始める異世界ラジオ生活). Программа транслируется по понедельникам, ведущей является Риэ Такахаси, сэйю Эмилии. В качестве гостей в шоу участвовали Юсукэ Кобаяси (Субару), Инори Минасэ (Рем), Юми Утияма (Пак), Риэ Муракава (Рам), Сатоми Араи (Беатрис), Тинацу Акасаки (Фельт), Кана Уэда (Анастасия) и Юи Хориэ (Феликс) На 5 сентября 2016 года было выпущено 26 программ.. Два CD, содержащих 1-8 и 9-16 выпуски программы, выпущены 27 июня и 28 сентября 2016 года соответственно.

### Игры
Компания 5pb. анонсировала визуальный роман под названием Re:Zero kara Hajimeru Isekai Seikatsu -DEATH OR KISS-. Игра вышла на японский рынок для платформ PlayStation 4 и PlayStation Vita 30 марта 2017 года. Для игры был написан оригинальный сюжет, в котором Субару сможет развивать отношения с разными претендентками на трон и тем самым повлиять на их выбор правительницей Лугуники с помощью использования своей способности «возвращения через смерть», помимо этого было объявлено о наличии в игре отдельных сюжетных линий для Беатрис и каждой из близнецов. В качестве центральных персонажей в рекламной кампании игры были использованы Эмилия и Рем.
Открывающую тему игры под названием "yell! magic starts with a kiss" (яп. yell！～くちびるからはじまる魔法～ Yell!~ Kuchibiru kara Hajimaru Mahō ~) исполнит Кономи Судзуки, исполнившая также первый опенинг к аниме Redo, а закрывающей станет песня "Dai Dai Daisuki" (яп. ダイ・ダイ・ダイスキ), исполняемая Инори Минасэ и Риэ Мурокава от лица их персонажей Рем и Рам, соответственно. Помимо этого также было объявлено, что ограниченное издание PS4 включает в себя чиби-фигурку Рам, в то время как Vita-версия игры будет иметь Rem SD. Обе версии игры будут включать в себя официальный саундтрек.
Компания SEGA выпустила в Японии мобильную ролевую игру под названием Re:Zero kara Hajimeru Isekai Seikatsu Lost in Memories, главная особенность которой состоит в выборе действий, благодаря чему можно повлиять на ход истории. Релиз состоялся 9 сентября 2020 года на платформах Android и iOS.
Компания Chime Corporation совместно с Spike Chunsoft разработала и выпустила визуальный роман с элементами RPG под названием Re:Zero: The Prophecy of the Throne, фокусирующаяся на королевских выборах. Она выпущена на платформах Windows/Steam, PlayStation 4 и Nintendo Switch. События этой игры берут начало в 3 арке/второй половине 1 сезона, когда Нацуки Субару и его друзья приезжают в столицу Лугуники по поводу объявления отсрочки королевских выборов, но неожиданно для всех появляется новый кандидат на трон, о котором стало известно лишь недавно. Оригинальную для игры историю написал Таппей Нагацуки, дизайн для персонажей создал Синъитиро Оцука.

## Отзывы и критика
По информации японского сайта LN News, посвящённого ранобэ, к июню 2016 года вышло более миллиона экземпляров ранобэ Re:Zero и более двух миллионов к сентябрю. С ноября 2015 по май 2016 годов серия была десятой в рейтинге продаж, всего было продано 263 357 копий. В этот период первый и второй тома были 35-м и 48-м по продажам среди ранобэ, всего было продано 49 194 и 41 617 копий соответственно.
Терон Мартин из Anime News Network хвалит первый том, говоря, что он открывает свежий взгляд на сюжет о «попадании в другой мир», но критикует его за неожиданные и неловко вставленные диалоги и тягу к многословию.
По итогам 2016 года ранобэ заняло второе место в читательском опросе популярного журнала Kono Light Novel ga Sugoi!, посвящённого ранобэ и сопутствующей индустрии. Помимо этого, Рем, Эмилия и Субару заняли второе, восьмое и четвёртое места в номинациях «лучший женский персонаж» и «лучший мужской персонаж» соответственно, уступив лишь героям To Aru Majutsu no Index и Sword Art Online.
Re:Zero заняло первое место в голосовании из 820 человек, проведённом японским сайтом Anime! Anime! для определения лучшего аниме 2016 года. Энди Хэнли из UK Anime Network считает аниме-адаптацию одним из лучших сериалов 2016 года. По данным опроса среди читателей журнала Newtype, проводимого с октября 2015 года по сентябрь 2016 года, аниме заняло первое место в номинациях на лучшего мужского и женского персонажа (Субару и Рем соответственно), лучшую сэйю (Инори Минасэ), лучшего маскота, лучшую режиссуру и лучший сценарий, уступив лишь «Кабанери железной крепости» в номинации «лучшее аниме года» и «лучший сэйю» (Юсукэ Кобаяси) и заняв третье место в номинации «лучший дизайн персонажей».